# Hylaeothemis apicalis
Hylaeothemis apicalis är en trollsländeart som beskrevs av Fraser 1924. Hylaeothemis apicalis ingår i släktet Hylaeothemis och familjen segeltrollsländor. Inga underarter finns listade i Catalogue of Life.